# Ка Мартин (Венеција)
Ка Мартин (итал. Ca' Martin) је насеље у Италији у округу Венеција, региону Венето.
Према процени из 2011. у насељу је живело 89 становника. Насеље се налази на надморској висини од 1 м.